# Théâtre Olha-Kobylianska de Tchernivtsi
Le théâtre Olha Kobylianska  (Ukraine) est un théâtre situé à Tchernivtsi, en Ukraine. 

## Histoire
C'est un bâtiment de style baroque qui est classé d’intérêt national. Il est baptisé en honneur de l'artiste Olha Kobylianska.
Au début des années 1960. Ivan Mykolaïtchouk y fit ses premiers pas d'acteur.

### Architecture
Achevé en 1878 sur les plans de Joseph Grégor, il avait 547 places. Ce bâtiment étant en bois, il fut décidé, pour des raisons de sécurité de le faire reconstruire en pierre par Ferdinand Fellner. Le bâtiment fut inauguré le 1er août 1904. 

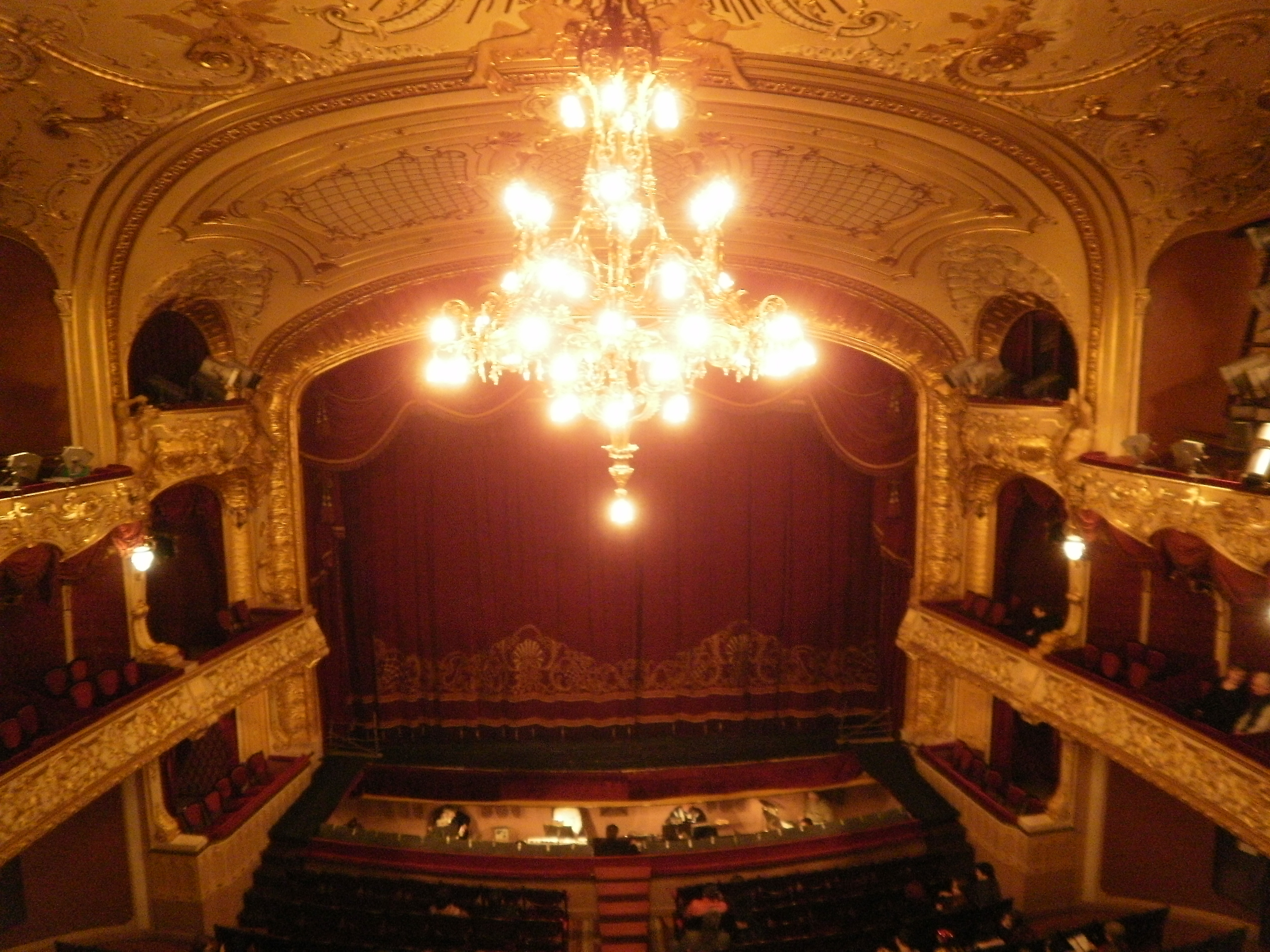
La salle